# NGC 1308
NGC 1308 ist eine linsenförmige Galaxie vom Hubble-Typ S0-a im Sternbild Eridanus südlich des Himmelsäquators. Sie ist schätzungsweise 282 Millionen Lichtjahre von der Milchstraße entfernt und hat einen Scheibendurchmesser von etwa 100.000 Lj.
Das Objekt wurde von dem britischen Astronomen William Herschel am 30. September 1786 entdeckt.